# 乾進丸 (1940年)
乾進丸（けんしんまる）は、かつて乾汽船が運行していた貨物船。太平洋戦争前と太平洋戦争中の2回日本海軍により徴傭され、輸送任務中に撃沈された。
船名は、乾汽船が運行した船としては初代。乾汽船が運行した2代目の乾進丸については、乾進丸 (1948年)を参照のこと。

## 船歴
乾進丸は乾汽船の新造第5号船として播磨造船所に発注され、1940年（昭和15年）3月14日、播磨造船所相生工場で建造番号298番船として起工。8月3日、進水。10月16日、同所で竣工。
1941年（昭和16年）2月9日、日本海軍により徴傭され、横須賀鎮守府所管の海軍一般徴用船(雑用船)となる。8月29日、解傭。
1942年（昭和17年）5月16日、北方行船団に加入し駒橋の護衛を受け室蘭へ向け湊発。
6月5日、北方行船団に加入し澤風の護衛を受け小樽へ向け東京湾発。21日、北方行船団に加入し第18号掃海艇の護衛を受け小樽へ向け東京湾発。
1943年（昭和18年）2月12日11時、陸軍船南光丸（石原産業海運、4,714トン）、海軍一般徴用船田子の浦丸（三菱汽船、3,521トン）他輸送船3隻と共に第8212船団を編制し、眞鶴の護衛を受け横浜へ向け神戸発。13日に名古屋に到着。輸送船2隻が分離され、船団は引き続き横浜へ向かった。
7月7日、名古屋在泊中に再度日本海軍により徴傭、横須賀鎮守府所管のされ海軍一般徴用船(雑用船)となる。8日、四日市へ回航。14日、横須賀へ回航。19日、特設運送船(給炭油船)朝風丸（山下汽船、6,517トン）と共に第3719船団を編制し、雷の護衛を受けトラックへ向け横須賀発。29日、トラック着。8月6日、第5063船団に加入し特設駆潜艇第五昭南丸（日本海洋漁業統制、350トン）の護衛を受けクェゼリンへ向けトラック発、11日クェゼリン着。
25日、単独で第6252船団を編制し、特設砲艦大同丸（大阪商船、2,962トン）、特設駆潜艇第七昭南丸（日本海洋漁業統制、355トン）、特設捕獲網艇桂丸（関西汽船、540トン）の護衛を受けトラックへ向けクェゼリン発、31日トラック着。9月8日、特設運送船第十八眞盛丸（原商事、2,711トン）、特設運送船(給糧船)豊光丸（日魯漁業、1,521トン）と共に第4908船団を編制し、海防艦福江の護衛を受け横須賀へ向けトラック発、19日横須賀着。
23日徳山へ向け横須賀発、26日徳山着。30日横須賀へ向け徳山発、10月3日横須賀着。
10月8日、海軍一般徴用船北洋丸（北日本汽船、4,216トン）、特設運送船(給糧船)神洋丸（日本海洋漁業統制、4,736トン）、特設運送船第二号永興丸（大洋興業、3,516トン）と共に第3009乙船団を編制し、トラックへ向け横須賀発、20日トラック着。30日、第5301船団に加入しクェゼリンへ向けトラック発、11月3日クェゼリン着。
12月4日、特設運送船(給糧船)北上丸（日本海洋漁業統制、498トン）と共に第6042船団を編制し、第30号駆潜艇の護衛を受けトラックへ向けクェゼリン発、9日トラック着。
1944年（昭和19年）1月4日、ラバウルへ向けトラック発、10日ラバウル着。ラバウル在泊中の17日、アメリカ艦上機の攻撃を受けて被雷し、沈没した。沈没の際、船員22名が戦死した。2月29日、解傭。